# Aphodius heleninae
Aphodius heleninae is een keversoort uit de familie bladsprietkevers (Scarabaeidae). De wetenschappelijke naam van de soort is voor het eerst geldig gepubliceerd in 1984 door Dellacasa.